# 红楼梦抄本列表

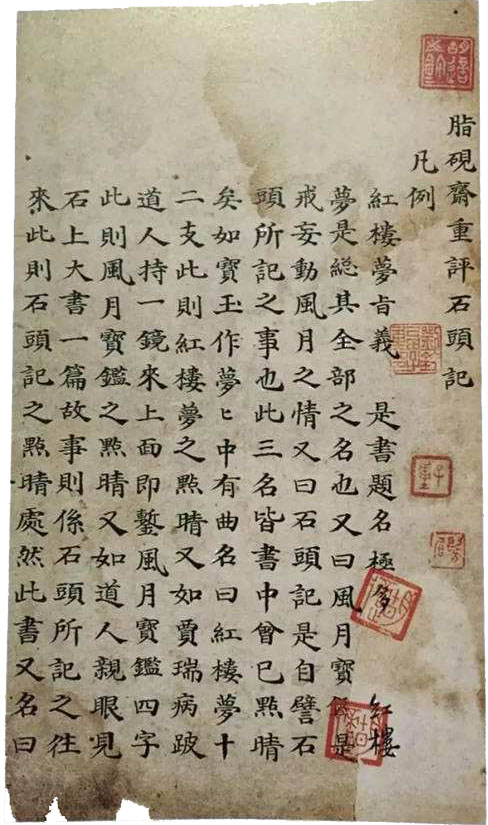
甲戌本凡例书影

《红楼梦》抄本列表给出了目前发现的可信的《红楼梦》抄本的列表，其中不包括只存在于记忆中而无实物的抄本，也不包括真实性存疑的版本。
《红楼梦》是中国古典名著之一，它的主要特色是广设伏笔，版本颇多，且全书未完。早期刻印流傳的百二十回的所謂《紅樓夢》“通行本”，是以程高本為底本的，其中又以“程甲本”為多。自從“新紅學”誕生以來，人們知曉了程高本對原著的改動，以及八十回後並非出自作者之筆。
已知的古本《紅樓夢》可分為抄本和刻本兩個系統，而抄本中又包括脂砚斋的批语本，脂砚斋评本有四：“甲戌本”、“己卯本”、“庚辰本”、“戚序本”，现今提起脂本，往往是这四种的统称:702页。其实在曹雪芹在世的时候，《红楼梦》的手抄本就开始流行了，它们基本上题为《石头记》。而刻印本始于乾隆五十六年（1791年）程伟元木活字本的出版，即“程甲本”。抄本中最早发现的为戚本，一开始并未引起重视。自从胡适购得甲戌本发表《考证红楼梦的新材料》后，学界开始重视抄本的重要性。甲戌本虽然残缺，但其中大量的异文和脂批暗示了后文情节发展。
之后又发现了己卯本、庚辰本，比甲戌本完整，亦有不同的批语，此三本为后文的情节和《红楼梦》早期面貌提供了充分的资料。
但新红学百年研究无法论证脂砚斋是谁。加之所有脂本皆为过录本 — 即抄本，其无法验证抄写时间。令脂本真实性始终存疑。
而后发现的梦觉本、杨本等则显示了从脂评本向程高本过渡的现象。至20世纪末，共确定了11种与程高本相异的抄本。2006年，收藏家卞亦文入手一部残抄本，使《红楼梦》抄本家族又添一员。

## 列表

### 甲戌本

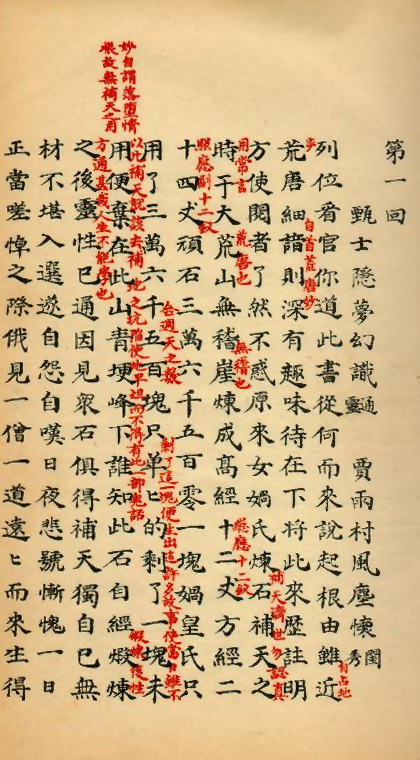
甲戌本第一回書影

即《脂硯齋甲戌抄閱再評本》，胡適題為《脂硯齋重評石頭記》，又称“甲戌抄阅再评本”；殘存四冊，包括第一回至第八回、第十三回至第十六回、第二十五回至二十八回。使用乾隆竹紙，呈黃褐色:405。本書前主人寫信給胡適，表示願意轉讓給他，後者從美國歸來後出重金買下。胡適對於甲戌本的研究促成了《紅樓夢考證》一書，使“新紅學”誕生。
根據甲戌本上的印章，其先主為劉銓福。甲戌本後藏于美國康乃爾大學圖書館，2005年由上海博物館購得。
甲戌本很可能是作者的第一個定稿。其中的許多脂批揭露了許多人們不知曉的秘密，比如第十三回末畸笏叟批：“秦可卿淫喪天香樓，作者用史筆也……”說明秦可卿的死亡有大量改動；二十六回同一人的批語：“狱神庙红玉茜雪一大回文字……”揭示了後文寶玉流落到獄神廟這個地方等等。另外，此本保留了《石頭記》初稿的一些特徵，比如多回擁有回前詩。
甲戌本共有脂批1587条:551，其大略情况如下表：
| 回次                 | 批语           |
| -------------------- | -------------- |
| 第一回               | 凡例、批注     |
| 第二回至五回         | 批注           |
| 第六回               | 批注、回末总批 |
| 第七回至八回         | 批注           |
| 第十三回             | 批注、回末总批 |
| 第十四回至十六回     | 批注           |
| 第二十五回至二十六回 | 批注、总批     |
| 第二十七回至二十八回 | 总批、批注     |

### 己卯本

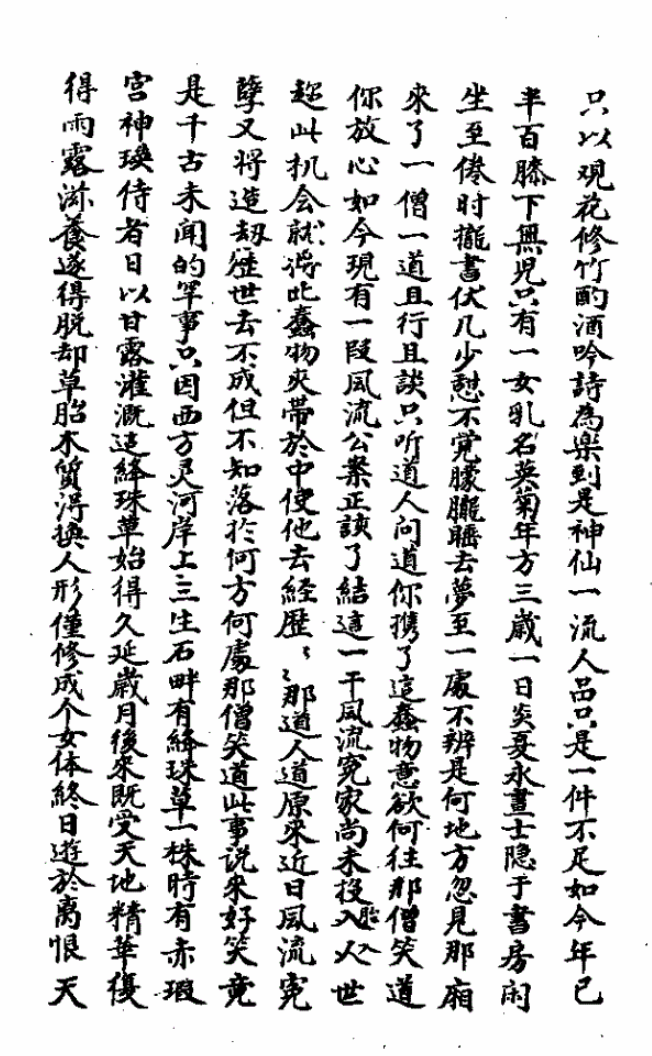
己卯本第一回書影

或稱《脂硯齋重評石頭記己卯本》，上有“脂砚斋凡四阅评过”、“己卯冬月定本”字樣。為乾隆竹纸。残存第一至二十回、第三十一至四十回、第五十五回下半回至五十九回上半回、六十一至七十回（内六十四、六十七两回系武裕庵從他本补抄，時間約在嘉庆年間）。己卯本原版開頭缺失，從“只以觀花修竹，酌酒吟詩為樂”開始，現今的開頭為前主陶诛從他本補抄。此本每10回有一总目，每回首行写“脂硯齋重評石頭記卷之”，第2行写回数，第3行写回目。:405-406
此本第五十五回下半回、第五十六、第五十七、第五十八三整回，第五十九上半回原已散失，20世纪50年代初由中国历史博物馆购得收藏，但未明是何抄本，直至20世纪70年代始明确是己卯本的散失部分。己卯本中避讳“祥”字、“晓”字，基本可以確認為怡亲王允祥、弘曉父子之家人抄寫，是《紅樓夢》抄本中唯一可以確認抄手的一個:289。己卯本此本原由董康、陶诛所藏，现藏中国国家图书馆，第五十五回下半到五十九回上半藏中国国家博物馆。:405-406
己卯本共有脂批754条:623，其大略情况如下表：
| 回次                 | 批语                     |
| -------------------- | ------------------------ |
| 第二回               | 回末有双行批注一条       |
| 第六回               | 有夹批两条               |
| 第八回               | 有批注两条               |
| 第十回               | 有夹批九条               |
| 第十二回至十六回     | 双行批注                 |
| 第十七、十八合回     | 起首总批、双行批注、眉批 |
| 第十九回             | 双行批注                 |
| 第二十回             | 双行批注、回末总批       |
| 第三十一回           | 总批、回末有批一条       |
| 第三十二回           | 开始总批一条             |
| 第三十三回至三十四回 | 双行夹注一条             |
| 第三十五回           | 双行夹注两条             |
| 第三十六回           | 双行夹注                 |
| 第三十七回至三十八回 | 开始总批、双行夹注       |
| 第三十九回至四十回   | 双行夹注                 |
| 第六十一回至六十二回 | 双行夹注一条             |
| 第六十三回           | 双行夹注                 |
| 第六十五回至六十六回 | 双行夹注                 |
| 第七十回             | 双行夹注                 |

### 庚辰本

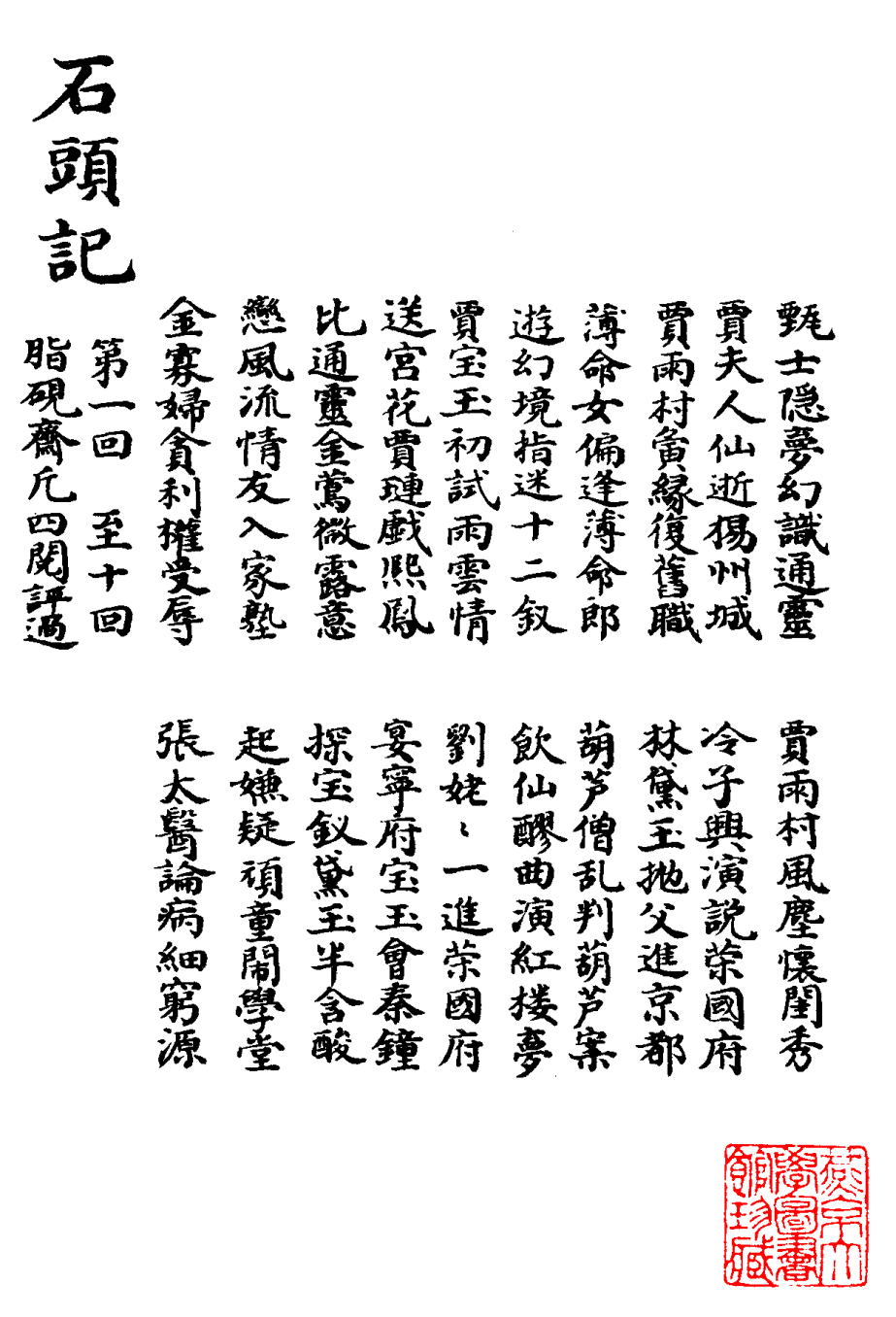
庚辰本第一卷目录書影

或稱《脂硯齋重評石頭記庚辰本》、“庚辰秋定本”，上有“脂硯齋凡四阅評过”、“庚辰秋月定本”字樣。存第一至六十三回、六十五至六十六回、六十八至八十回。此本每十回有一个总目，题“石头记”“第一回至十回”，“脂硯齋凡四閱评过”。在第四十一回至五十回的总目页上，加題“庚辰秋月定本”一行，在第五十一回至六十四总目页上，加题“庚辰秋定本”一行。以下两个十回总目同以上两例。:406
此本前十回無脂評，从第十一回起，有朱笔批语、回前批、眉批，有正文下双行小字批，有行間批，也有回後批，此书有部分抄手笔迹与己卯本同，有少数缺草草空行，亦与己卯本同，特别是庚辰本上的有些题字與己卯本完全相同。:406
庚辰本原為徐星署所藏，徐星署名禎祥，為徐郙之子。後收藏於燕京大學，現藏於北京大學圖書館。
庚辰本共有脂批2319条:807，其大略情况如下表：
| 回次                 | 批语                                     |
| -------------------- | ---------------------------------------- |
| 第十二回至十四回     | 眉批、夹批、双行批注、回末总批           |
| 第十五回至十六回     | 眉批、夹批、双行批注                     |
| 第十七、十八合回     | 起首总批、眉批、夹批、双行批注           |
| 第十九回至二十回     | 眉批、夹批、双行批注、回末总批           |
| 第二十一回           | 起首总批、眉批、夹批、双行批注           |
| 第二十二回           | 眉批、夹批、双行批注                     |
| 第二十三回           | 眉批、夹批、双行批注、回末总批           |
| 第二十四回           | 起首总批、眉批、夹批、双行批注、回末总批 |
| 第二十五回           | 眉批、夹批、双行批注、回末总批           |
| 第二十六回           | 眉批、夹批、双行批注                     |
| 第二十七回至二十八回 | 起首总批、眉批、夹批                     |
| 第二十九回           | 起首总批、眉批一条                       |
| 第三十回             | 起首总批                                 |
| 第三十一回           | 总批、回末有批一条                       |
| 第三十二回           | 开始有总批一条                           |
| 第三十三回           | 双行批注、眉批各一条                     |
| 第三十四回           | 双行批注一条                             |
| 第三十五回           | 双行批注两条                             |
| 第三十六回           | 起首总批、眉批、双行批注                 |
| 第三十七回至三十八回 | 起首总批、双行批注                       |
| 第三十九回至四十回   | 眉批、双行批注                           |
| 第四十一回至四十二回 | 总批、双行批注                           |
| 第四十三回至四十五回 | 双行批注                                 |
| 第四十六回           | 总批、双行批注                           |
| 第四十七回           | 双行批注                                 |
| 第四十八回           | 总批、双行批注、眉批                     |
| 第四十九回           | 总批、双行批注                           |
| 第五十回至五十三回   | 双行批注、眉批                           |
| 第五十四回           | 总批、双行批注（一条）                   |
| 第五十五回至五十七回 | 双行批注                                 |
| 第五十八回           | 双行批注、眉批                           |
| 第六十回             | 双行批注                                 |
| 第六十一回           | 双行批注（一条）                         |
| 第六十二回           | 眉批、双行批注（一条）                   |
| 第六十三回           | 双行批注                                 |
| 第六十五回           | 双行批注                                 |
| 第七十回至七十三回   | 双行批注                                 |
| 第七十四回           | 眉批、双行批注                           |
| 第七十五回           | 开始附记，双行批注、眉批                 |
| 第七十六回           | 双行批注                                 |
| 第七十七回           | 双行批注、眉批                           |
| 第七十八回至八十回   | 双行批注                                 |

### 列藏本
即蘇聯列寧格勒所藏抄本《石頭記》。又稱“聖彼得堡藏本”。共35冊，使用竹紙，色較己卯、庚辰本新。此書明顯經過重裝，比如有些眉批被裁為半個字。此抄本每面8行，各16字。第一页首行顶格题“石头记第一回”，次低一格并列写两句回目。此本正文应是脂砚斋评本旧文，但似几个本子的合抄本，:406其中多數回目題為“石頭記”，但也有少數題為“红樓夢”。
列藏本為道光十二年（1832年）由一個在北京的俄罗斯東正教会学习汉文的俄国大学生帕维尔·库连济夫带入俄国的。他回國後即將抄本交於沙俄外交部亞洲圖書館，後移交給列寧格勒分所抄本室。

### 戚本

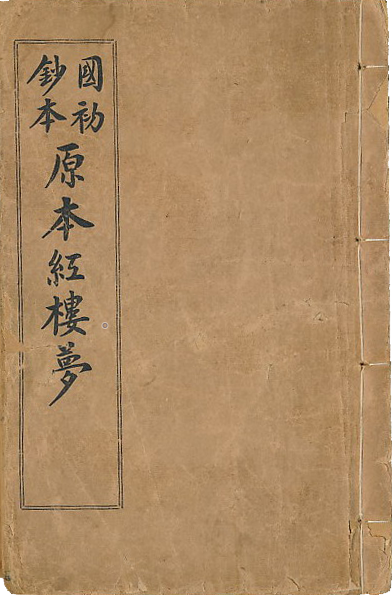
戚正本封面

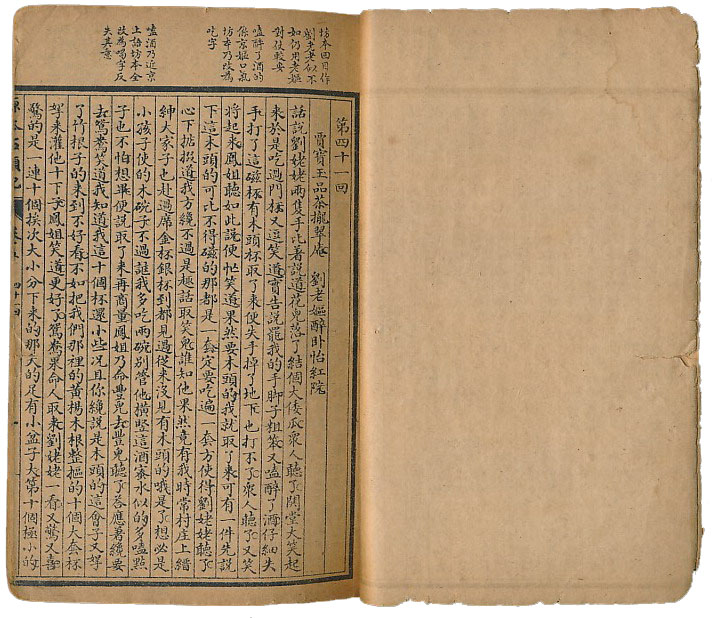
戚正本內文書影

戚正本和戚張本、戚寧本和王府本合稱“戚蓼生序本”，簡稱“戚序本”或“戚本”:407-408，因為在卷首有一篇署名“戚蓼生曉堂氏”的序言而得名:848。
戚本與甲戌、庚辰、己卯本有許多不同，例如：戚本完全未提及脂硯齋，所有相關的署名被刪去，且其中夾雜了許多後人的批語，比如出現署名為“立松軒”的批語；戚本將原合為一回的十七、十八回分断，可見戚本出現比庚辰、己卯相晚；戚本有一些不同的回目標題，比如第十七回為“大观园试才题对额，怡红院迷路探曲折”第十八回為：“庆元宵贾元春归省，助情人林黛玉传诗 ”；戚本有回前詩二十三首，亦有回後詩；脂本中的一些“污言穢語”在戚本中得到了修改等等。:880-884页
戚本基本可以確定出自同一底本，而這一底本似為庚辰本傳抄過程中的一個整理本。
戚序本批語大略情况如下表（基于戚正本）：
| 回次                 | 批语                   |
| -------------------- | ---------------------- |
| 第一回至五回         | 双行批注、总批         |
| 第六回               | 总批                   |
| 第七回               | 双行批注、总批         |
| 第八回               | 总批                   |
| 第九回               | 双行批注、总批         |
| 第十回至十一回       | 总批                   |
| 第十二回至二十六回   | 双行批注、总批         |
| 第二十七回至三十二回 | 总批                   |
| 第三十三回           | 双行批注、总批         |
| 第三十四回           | 总批                   |
| 第三十五回至四十回   | 双行批注、总批         |
| 第四十一回至六十三回 | 总批                   |
| 第六十四回           | 双行批注（二条）、总批 |
| 第六十五回至六十六回 | 总批                   |
| 第六十八回至八十回   | 总批                   |

#### 戚正本
全稱“有正书局石印戚蓼生序本”，封面題為《國初鈔本原本紅樓夢》，或稱“有正本”。有時提到戚序本即指戚正本。它是有正書局以戚張本為底本石印而成。:407-408石印時間有清末民初、民國元年、民初三種說法。:877-878页
戚正本與戚張本幾乎完全相同，但有正書局在石印時仍做了少許貼改。:407-408

#### 戚張本
即“张开模旧藏戚蓼生序本”。书中印有张开模藏書章六处，可见此书经张开模收藏过。张本为有正书局据以影印的底本。过去曾以为毁于兵火。1975年冬，上海古籍书店清理库藏时发现了上半部，即：卷前的戚蓼生序、目录、第一至四十回。每10回为一卷，每4回装一分册。纸张略旧，乌丝拦印就，版式行款（除目录和无行间侧批外）等都如王府本。原书当为80回。总的来看，戚张本与王府本大同小异。:407-408戚張本如何轉手至有正書局老闆狄葆賢，說法不一：一說是俞明震舊藏，售於狄氏；一說夏曾佑舊藏，售於狄氏。:877-878

#### 戚寧本
即“泽存书库旧藏戚寥生序本”，因此本今藏南京图书馆，又稱“南圖本”。南图收藏此本的签条中，有“泽存书库藏书”的记录，但最初属昆山于氏。泽存书库是陳羣的，可知此本一度归陳羣收藏。80回，线装20册。结构、版式、行款及脂批状况等等，都与其他几种戚序本大体相同，文字更接近于戚张本，應是以戚張本為底本抄錄。:407-408

#### 王府本

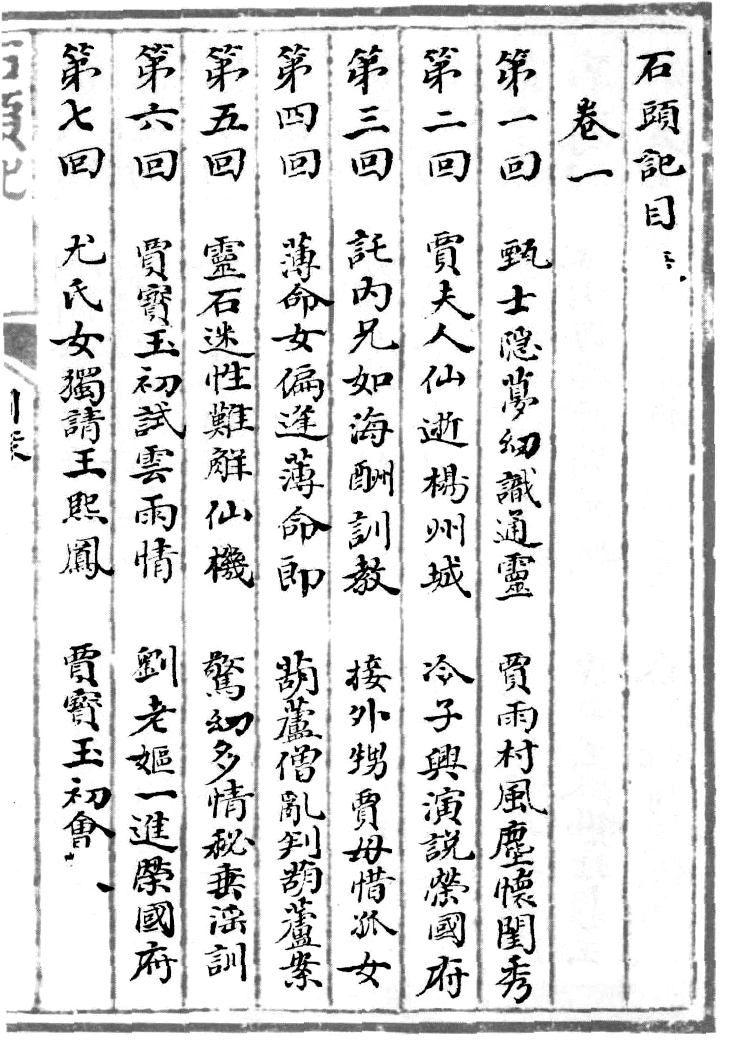
王府本目录书影

即“清王府旧藏本”，或稱“蒙古王府本”或“蒙府本”，以其第七十一回回末总批后，有“柒爷王爷”字样，可推断原为清代某王府舊藏。今藏中国国家图书馆（原北京圖書館）。据说北京圖書館收藏时购自原某蒙古王府。據考證，阿拉善旗第八代扎萨克和硕亲王塔旺布里甲拉(俗称“塔王”) 於二十世纪二十年代在北京琉璃厂购得此书，后传给其子达理扎雅。达理扎雅妻韫慧的父亲载涛即為“柒爷王爷”。
王府本今存120回，卷前有程伟元序。从纸张、字体诸情形看，前80回（除第五十七至六十二回外）用粉纸、朱丝拦，四周文武双边，一版18行，每行约20字。书口为“石头记，卷某，（頁）某”。邊框、界栏及书口“石头记”三字均为刻板印就。抄手约十人，系同一时期抄录完成。后40 回用素纸，字体亦异。程氏序雖也用的是印就的纸张，但系原書在空页拆移而来。可见后40回及程氏序系后来的藏书家据程甲本配补。原书当是80回。其中第五十七至六十二回这6回书，纸张、字体同後40回，文字也同程甲本。
王府本的文字特点是：与现存的己卯本或庚辰本相校有颇多特殊的相同之处，亦有很大的差异。这种差异，為传抄中的整理改動造成。王府本的脂批，也同时经过整理。体例比较统一，文字上作了一些删节，也杂入一些脂硯齋等人之外的批语。:407-408

### 夢覺本

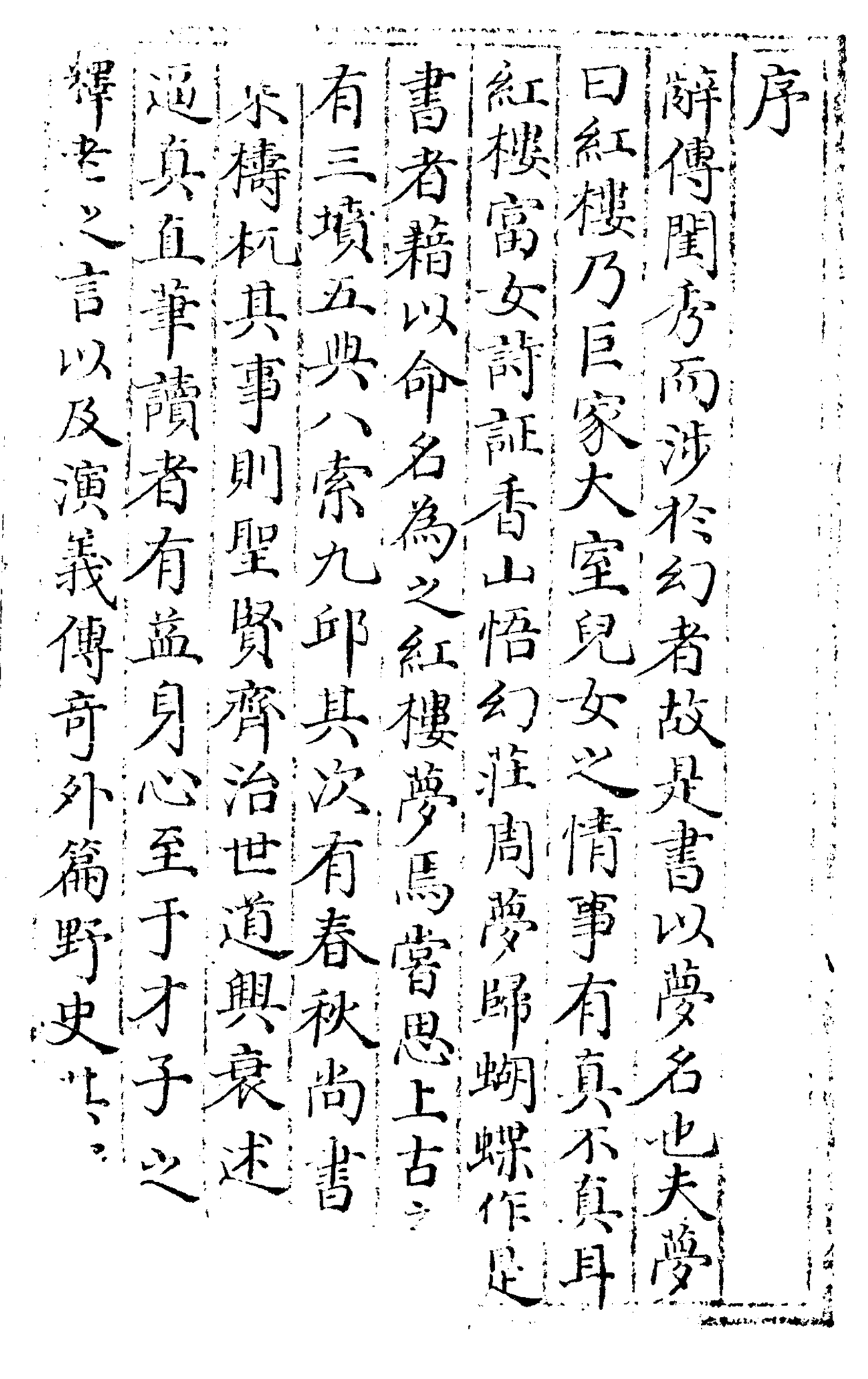
夢覺主人序言

即“梦觉主人序本”；序作于乾隆甲辰（1784年），所以又称“甲辰本”；因於山西發現，又稱“脂晋本”。梦觉本书名题为《红楼梦》，80回。脂批不普遍，也较简略。版面比较整齐，每版18行，每行21字。:409-410使用朱絲闌，工楷寫成。分裝八函，每函五冊，每冊二回。在卷首有夢覺主人序言，署曰：“甲辰歲菊月中涴夢覺主人識”。此本為首個題為《紅樓夢》的版本，也是從脂評本向程甲本之間過渡的版本，同時具有二者的特點。:925-926
梦觉本的文字特点，总的状况是比较简约。主要表现于：一、删节。对某些情节，刪得一字不留，但取舍之间又看不出明显的倾向:930-933:409-410。二、简化。对于铺叙描写往往作简化处理，縮为几个字的简短说明。这种状况在此本中最为常见，可以说是遍及全书。三、某些相当于作者插入语式的文字抄成双行小字，与正文中的双行小字批形式相同。梦觉本的这种文字特点，全都为程甲本所继承。删节、缩写，全反映于程甲本中，以双行小字抄写的作者插入语，在程甲本中被作为批语一并删去。这种现象透露出：程甲本的底本应是梦觉本。此本现藏在中国国家图书馆。:409-410
夢覺本共有批語232條:933，批語大略情況如下表：
| 回次               | 批語               |
| ------------------ | ------------------ |
| 第一回至六回       | 雙行批註、總批     |
| 第八回至九回       | 雙行批註、總批     |
| 第十二回至十六回   | 雙行批註、總批     |
| 第十八回           | 雙行批註、總批     |
| 第十九回           | 起首總批、雙行批註 |
| 第二十回至二十四回 | 雙行批註           |
| 第三十回           | 雙行批註           |
| 第三十二回         | 雙行批註           |
| 第三十七回         | 雙行批註           |
| 第六十四回         | 雙行批註（一條）   |

### 楊本

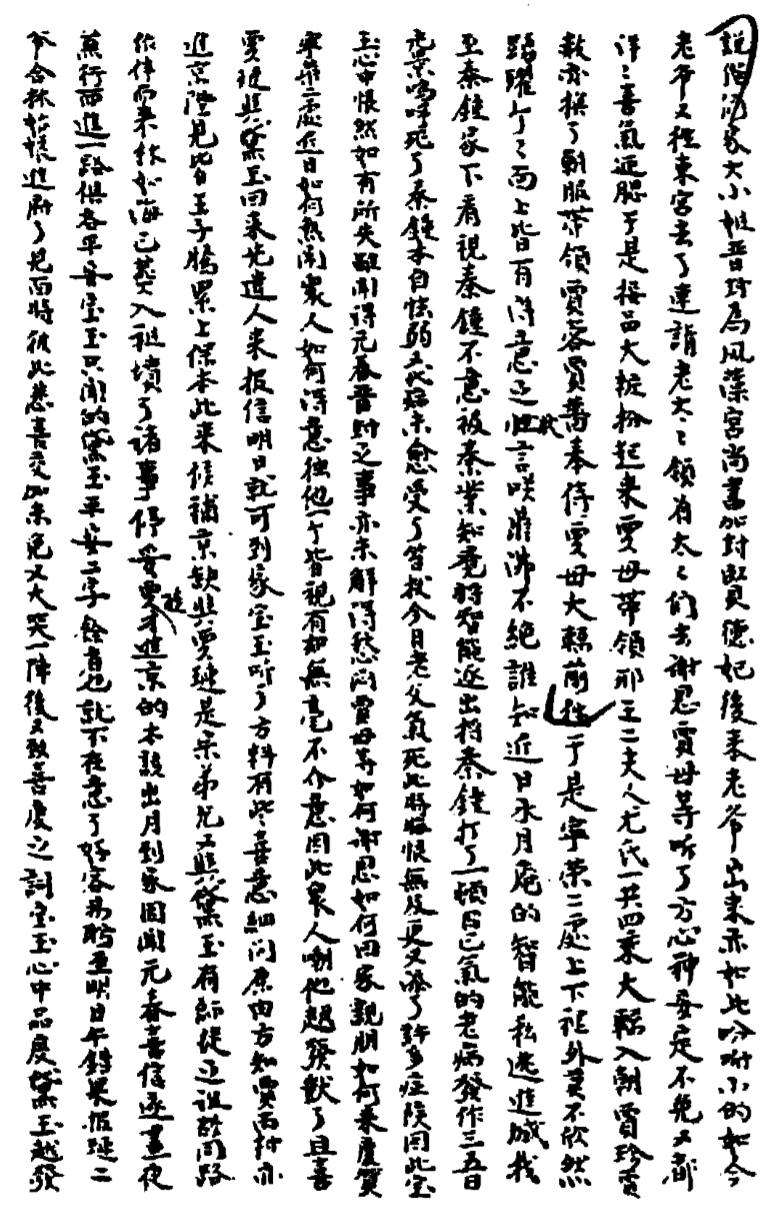
梦稿本书影

即“杨继振旧藏本”，亦称“红楼梦稿本”，简称“梦稿本”，书名题作《红楼梦》。120回，每10回为1册，全书12册。使用素纸，版心为15.5×24.5厘米。今藏中国社会科学院文学研究所。此抄本最初形成时当为120回，后有残佚，包括第四十一回至第五十四及若干残页，杨氏收藏期间，据程甲本抄补；卷首总目录3页，由文学所收藏时据目前分目抄配齐全。抄本中有大量的改动，论者多以为是高鹗用以增补后40回时的草稿，故长期称之为“红楼梦稿本”。但其实改动后的文字大体上同程乙本而异程甲本。可见这个本子的送行修改是程乙本问世后的事。:408-409
杨本的主要特点是：一、这是一个手抄本，抄手约四人，其中两人文化水准既低且抄得草率。版面、行款都比较随意，错讹衍夺颇多。这当然不排斥传抄中的讹讹相因，但也不无这个本子本身的问题。二、作为过录本，底本的来源相当复杂，可以说是由四个以上的底本拼缀而成的本子。因此它的文字倾向很复杂。前7回近于己卯本；第八回至第八十四也明显留有两个以上底本的拼凑现象。三、这个本子中，还有少量几回版本倾向很特殊。从各本的关系看，处于己卯庚辰本和王府本之间的状态，可能是从己卯、庚辰本到王府本演变中的过渡本。四、杨本的后40回，系与前80回同一个时间过录完成。其中一部分，大体上同程乙本，另一部分，与程甲本、程乙本都有较大的差异，总的倾向是比较简略，可能是个流传于程甲本付印前的后40回早期手抄本。:408-409一些学者认为杨本改文全部抄自程乙本，但它和程乙本存在许多不同，最明显的为:一些改文相对于程本来说在很多地方不完善，而一些改文比程甲、程乙本中文字更合理且更符合上下文语意的表达和连贯性。

### 舒本
即“舒元炜序本”，以其卷首有杭州舒元炜序，故又称“舒序本”。舒氏序作于乾隆五十四年己酉（1789年，原序上写到“屠维作噩”），亦称“己酉本”。吴晓铃于1938年购得此本。有残缺，或亦称“吴藏残本”。吴氏辞世后，此本捐藏北京图书馆。舒本书名题《红楼梦》，存第一至四十回，:408-409回目中第四十回标题缺损，被人用第八十回的标题取代，可见原书是80回本。舒本中存在许多对脂本的妄改。
舒本的过录，完成于乾隆五十四年。在现存的诸《红楼梦》抄本中，这是唯一可以确定过录年代的本子。因为卷首舒氏序的署名后面，印有“元炜”“董园”两方印章。此外还有舒元炳的“元”“炳”印章，可见这就是当时形成的原本。舒本是一个拼合本。舒氏序说明，它的原底本仅存53回（舒元炜从旗人举人玉栋（字筠圃）处获得，玉栋的侄孙同治四年进士斌敏），其余27回，则据邻家某个本子配就。实际上这个本子的文字状况要复杂得多。大体说来，其中若干回较近于庚辰本，另若干回较近于杨本。但各自又分别与这两个本子有很大的差异。而且还有包含某些初期稿本成分的现象。此外，这个本子的舒氏序，还提到120回本。这就说明在乾隆五十六年，即程甲本问世前两年多，后40回续书已经在流传。:408-409

### 鄭本
即“郑振铎藏本”。此本仅残存第二十三回、第二十四回共两回书。这个本子的书名有一种奇怪现象。两回书的回前，都是题“石头记第××回”，而各页的书口，那例作“红楼梦”。在各本中，此为仅见。郑本颇有特殊之处。第二十三回听曲文一段，比各本少270多字，此为传抄中的迻漏。第二十四回小红出场的一段叙述性介绍，独异于各本，与后文略有抵牾。此外，贾蔷，此本独作贾义，贾芹之母周氏，此本独作袁氏。此本现藏中国国家图书馆。:409-410

### 卞藏本
即“卞亦文藏本”残存前10回正文，正文前存第三十三至八十回的回目，2006年6月，由上海敬华拍卖公司拍卖出，归深圳卞亦文收藏，故名。卷首有原藏主题记一则，称此书于“于民国廿五年（1936年）得自沪市地摊”，后经重装订成4册，落款“民国卅七年（1948年）初夏眉盦识于沪寓”，再加盖“文介私印”章，题记右下角盖“上元刘氏图书之印”白文章。眉盦是见于《上元刘氏家谱》的刘文介，文介约生于清光绪二十三年（1897年），卒年不详。从该抄本的残存状貌、纸质墨色、抄写款式、特殊用字、回前诗的格式和避讳字的写法等方面考查，应是一部早期抄本的残本:409-410，可能早于甲戌本，将此残抄本与现存的11种早期抄本及程甲本对勘，其文字绝大多数同于抄本而异于程本；又从脂评本和程高刻本的版本异同比较，残抄本文字为脂评本系统，许多方面与其他脂评本有可互相参证处；由此本避清康熙“玄”字讳，即或缺末笔、或改为元字，而不避道光皇帝讳，可大致确定抄成年代在清嘉庆朝或之前。:409-410

### 吳藏抄本
为吴晓铃藏抄本，24册，120回。正文每页12行，行20字。此本为容庚旧藏，与程乙本相同。:412

### 吳藏殘抄本
为吴晓铃藏残抄本，存第五十一至七十、八十一至一百共40回，4册。有“铭九珍藏”、“烈士肝肠名士酒，美人颜色雅人诗”印记。正文每页10行，每行22字。第五十八回回目作“杏子阴假凤泣虚凰，茜纱窗真情癸痴理”；第六十五回作“贾二舍偷娶尤二姨，尤三姐思嫁柳三郎”，其餘同程甲本。:412

### 戬穀抄本
为吴晓铃藏戬穀抄本，30册，120回。正文每页8行，每行20字。封面有光绪九年(1883年）宗韶题记：“此予戚戬宜之将军手钞《红楼梦》说部若干卷也。宜之落拓半生，工诗博学，于国朝掌故颇习闻之，此则其暇时手录，盖以贵胄而沦落不偶，故于红楼之梦有慨焉。宜之既殁，其家人装池成帙，适借观之，赘数言于首。缅想平生，怆恻曷已。至其字画之工拙，固不记也。癸未末孟夏子美宗韶谨题。”:412
戬穀，字穀臣，号宜之，一号润生，舒尔哈朗裔，瑞玉子，襲奉恩將軍，生於道光十年（1830年），卒於光緒四年（1878年）。宗韶，字子美，號石君，別號夢石道人，又號漱霞盦主，滿洲鑲藍旗人，官至兵部員外郎。生於道光二十四年（1844年），卒於光緒二十五年（1899年）。

### 紅樓夢全傳
與程甲本相同的抄本，一百二十回，二十四冊。又圖贊一冊，二十四頁。正文每面十二行，每行二十六字至三十二字。

### 文访兰抄本
封面题《文访兰手写红楼梦》，22册，120回。正文每面6行，行25字。